# Ulf Sand
Ulf Oscar Sand (født 22. maj 1938 i Bærum, død 29. december 2014) var en norsk politiker. Han var Norges finansminister for Arbeiderpartiet i Regeringen Odvar Nordli og Regeringen Gro Harlem Brundtland I fra 1979 til 1981. 
Han er uddannet socialøkonom fra 1963. Han var økonom med LO-tilknytning og klar tilhænger af EF. I Regeringen Trygve Bratteli var han statssekretær i Løn- og Prisministeriet fra 1971 til maj 1972, og derefter i Forbruger- og Administrationsministeriet til oktober 1972. Han overtog som finansminister i Odvar Nordlis regering efter Per Kleppe ved den gjennemgribende regeringsrokade i 1979. Han fortsatte som finansminister i Gro Harlem Brundtlands første regering, fra februar 1981 frem til den gik af den 14. oktober 1981. Fra 1983 til 1986 var han direktør i Statens Lånekasse. 